# Aglio di Resia
L'aglio di Resia, chiamato anche strok in dialetto resiano, è una tipologia di aglio coltivata esclusivamente nel comune di Resia, si presenta generalmente di piccole dimensioni con peculiari caratteristiche organolettiche che si manifestano in odore e sapore accentuato,  è riconosciuto tra i prodotti agroalimentari tradizionali friulani e giuliani.

## Caratteristiche[1]
Il bulbo dell'aglio di Resia si presenta generalmente di piccole dimensioni come pure i bulbilli in esso contenuti in numero variabile da 6 a 8, e solo talvolta 10. Caratteristico è il colore rossastro assunto generalmente dal secondo strato delle tuniche sterili che rivestono il bulbo. Viceversa i bulbilli sono bianchi. Peculiari sono pure le caratteristiche organolettiche che si manifestano in odore e sapore più accentuato degli agli normalmente in commercio.

## Metodiche di lavorazione, conservazione e stagionatura
L’aglio di Resia viene coltivato nei piccoli appezzamenti sparsi sul territorio a ridosso delle frazioni del comune, fino a 1000 m. L’interramento dei bulbi avviene a circa 3 cm di profondità a seguito di una lavorazione poco profonda, ma accurata, esclusivamente eseguita a mano. I bulbilli vengono disposti con l’apice rivolto verso l’alto con distanze di 25-30 cm tra le file, e lo stesso dicasi sulla fila. Il piantamento dei bulbilli viene fatto in novembre a ridosso dei primi geli invernali, o a marzo in concomitanza del disgelo. La concimazione viene effettuata con modiche quantità di letame di vacca.
Al momento dell’emergenza, quando il germoglio ha raggiunto circa 3 cm di altezza, si procede ad una cimatura dello stesso con la finalità di potenziare la pianta ancora sotto terra. Le cime eliminate vengono bollite e consumate in insalata. La sarchiatura è primaverile e viene eseguita rapidamente ma con attenzione per non arrecare danni all’apparato radicale superficiale. L’eliminazione delle infestanti viene fatta a mano.
Essendo la zona estremamente piovosa la coltura non abbisogna di apporti idrici artificiali. La raccolta viene effettuata a mano durante il mese di agosto, le piante vengono portate a casa e collocate su coperte, graticci o marciapiedi, più raramente, estirpate e lasciate sul terreno per due o tre giorni al massimo. Successivamente i bulbi vengono ripuliti dalla tuniche esterne sporche e le radici e le foglie vengono tagliate.
Una parte dei bulbi ottenuti, quelli che presentano le caratteristiche migliori, viene conservata quale materiale di propagazione per la stagione successiva.
Tradizionalmente vengono confezionati mazzi di bulbi oppure trecce chiamati kitte in resiano che vengono conservati nei fienili o sotto le tettoie e successivamente vendute in forma diretta o portate al mercato, anticamente barattati con altre merci.

## Storia
Non si hanno notizie precise dell’inizio della coltivazione dell’aglio di Resia ma le testimonianze raccolte da persone del luogo permettono di risalire alla notte dei tempi, come il dialetto.
La signora Maria Barbarino (Mariza Cjaliairiaua nata a Resia il 4.10.1931 ed ivi residente), la signora Emma Di Lenardo (nata a Resia il 29.3.1924) e Nicola Di Lenardo (nato a Udine il 19.4.1967 e residente a Resia) testimoniano la coltivazione dell’aglio nel comune fin dai tempi dei loro nonni e bisnonni.
Giovanni Clemente, scrittore resiano, nel suo “Torna al suo paesello – Memorie di vita resiana” racconta che “l’aglio era il rimedio contro i frequentissimi ascaridi, i vermi intestinali volgarmente detti (glìsti) e che veniva somministrato ai sofferenti, generalmente bambini e ragazzetti d’ambo i sessi, commisto con cibi adatti o sotto forma di perle infilate a mo' di corona applicata al collo durante il sonno”.
L’aglio di Resia è sempre stato ricercato sia in zona, sia all’estero.
Fra i prodotti della terra che gli abitanti del comune portavano ai mercati vicini o vendevano direttamente a Resiutta, vi era certamente l’aglio. Tutt’oggi in un negozio di questo paese viene esposta una cesta specifica per questo prodotto.
Si hanno inoltre testimonianze della vendita, in passato ed ancora oggi, di aglio di Resia presso il mercato ortofrutticolo di Lubiana. Pare improbabile che tale prodotto arrivi direttamente dalla valle ma il fatto costituisce una significativa prova di quanto fosse rinomato il bulbo della liliacea resiana.